# Alekséi Liapunov
Alekséi Andréyevich Liapunov (en ruso: Алексе́й Андре́евич Ляпуно́в; 1911-1973) fue un matemático soviético, un pionero de las ciencias de la computación y uno de los fundadores de la cibernética. Fue miembro de la Academia de Ciencias de la Unión Soviética y se especializó en la teoría de funciones reales y en los problemas matemáticos de la cibernética, así como en teoría de conjuntos, teoría de la computación, lingüística computacional y biología matemática.

## Biografía
En 1928, Liapunov se matriculó en Ciencias Matemáticas en la Universidad Estatal de Moscú. En 1931 conoció a Nikolái Luzin y en 1932 fue su alumno. Bajo su tutoría, Liapunov empezó su investigación en la teoría descriptiva de conjuntos. Enunció su teorema sobre el rango de una medida vectorial no atómica en dimensiones finitas, conocido en la actualidad como el teorema de la convexidad de Liapunov.
Entre 1934 y principios de los años 1950, Liapunov formó parte de la plantilla del Instituto Steklov de Matemáticas. Cuando Mstislav Kéldysh organizó el Departamento de Matemáticas Aplicadas (actual Instituto M. V. Kéldysh de Matemáticas Aplicadas), sugirió a Liapunov que dirigiese la actividad del departamento en materia de programación.
En 1961, Liapunov se trasladó al Instituto de Matemáticas del Departamento Siberiano de la Academia de Ciencias de la Unión Soviética (actual Instituto Sóbolev de Matemáticas), donde fundó el Departamento de Cibernética. También fundó el Departamento de Cibernética Teórica en la Universidad Estatal de Novosibirsk y el Laboratorio de Cibernética en el Instituto de Hidrodinámica de la División Siberiana de la Academia de Ciencias de la Unión Soviética (actual Instituto Lavréntiev de Hidrodinámica), que dirigió hasta el final de su vida.
En 1964, Liapunov fue nombrado miembro de la Academia de Ciencias de la Unión Soviética y se incorporó a la división de Matemáticas.

## Reconocimientos
Alekséi fue galardonado siete veces con la Orden de Lenin y, en 1996, con el Premio Pionero de la Computación del IEEE Computer Society.